# Itä-Uusimaa
Itä-Uusimaa (Zweeds: Östra Nyland) was tussen 1997 en 2010 een van de landschappen van Finland. Het werd in 1997 van Uusimaa afgesplitst en er in 2011 weer mee verenigd. De hoofdstad was Porvoo.
Itä-Uusimaa (= Oost-Uusimaa) telde op 31 december 2005 92.933 inwoners en had een oppervlakte van 2823 km².